# سفارة الولايات المتحدة في البرتغال
سفارة الولايات المتحدة في البرتغال هي أرفع تمثيل دبلوماسي لدولة الولايات المتحدة لدى البرتغال. تقع السفارة في وهي تهدف لتعزيز المصالح الأمريكية في البرتغال.

## وصلات خارجية
- قائمة سفارات الولايات المتحدة
- قائمة السفارات في البرتغال